# Émilie Simon (album)
Émilie Simon (2003) è il primo album della cantante Émilie Simon.

## Il disco
Pubblicato nel 2003 Émilie Simon è l'album d'esordio della cantautrice omonima francese, nata nel 1980 a Montpellier. Ricco di campionature, dallo scrosciare dell'acqua all'accensione di un fiammifero (Il pleut), il disco può essere considerato a tutti gli effetti un'opera trip hop, anche se mantiene in diverse tracce lo stile tradizionale della musica francese.
Giochi di parole in Lise, groviglio di suoni e rime, lasciano il posto a canzoni dai toni più drammatici, come Secret, in cui campionature e forti distorsioni elettroniche vengono affiancate da aerofoni e archi. L'artista interpreta anche canzoni in inglese, come la cover I Wanna Be Your Dog dei The Stooges. I testi spaziano da temi piuttosto allegri come in Flowers, a componimenti malinconici come in Vu d'ici o Chanson de toile.
Da citare il video di Flowers interamente disegnato in 3D e ambientato in un mondo simile a Nightmare Before Christmas e la presenza, sul CD bonus, della versione in inglese della hit Desert.

## Tracce
1. Désert - 3:04
2. Lise - 3:56
3. Secret - 3:56
4. Il pleut - 3:31
5. I Wanna Be Your Dog - 2:42 (cover dei The Stooges)
6. To the Dancers in the Rain - 2:42
7. Dernier lit - 3:06
8. Graines d'étoiles - 3:00 (con Perry Blake)
9. Flowers - 2:33
10. Vu d'ici - 3:48
11. Blue Light - 3:06
12. Chanson de toile - 4:02

### Tracce bonus nel cd del 2005
- 13. Desert - 3:07 (versione inglese)
- 14. Solène - 3:26
- 15. Femme fatale - 3:57(con Tim Keegan)
- 16. Desert - 5:06 (Avril puzzle mix)